# Leiolambrus punctatissimus
Leiolambrus punctatissimus is een krabbensoort uit de familie van de Parthenopidae. De wetenschappelijke naam van de soort is voor het eerst geldig gepubliceerd in 1839 door Owen.